# تورو إيري
تورو إيري (باليابانية: 入江 徹) (8 يوليو 1977 في شيزوكا في اليابان – )؛ هو لاعب كرة قدم ياباني سابق كان يلعب كمدافع.

## وصلات خارجية
- تورو إيري على موقع رابطة كرة القدم اليابانية للمحترفين (اليابانية)
- تورو إيري على موقع قاعدة بيانات كرة القدم.إي يو (الإنجليزية)
- تورو إيري على موقع عالم كرة القدم.نت (الإنجليزية)